# Koios
Koios var i grekisk mytologi en av titanerna; son till Uranos och Gaia. Han var gift med sin syster Phoebe, far till Leto och Asteria och morfar till Apollon och Artemis.